# Јасеница (област)
Јасеница је област у централној Шумадији, која се углавном поклапа са сливом реке Јасенице. Обухвата подручја општина Страгари, Топола, Младеновац, Аранђелаовац, Смедеревска Паланка, Велика Плана, као и делове општина Рача и Смедерево. Област је углавном позната по значајним догађајима и личностима из Првог српског устанка.

## Значајне личности
У овој области су рођене многе значајне личности, као што су Карађорђе, Станоје Главаш, Теодосије Марићевић, Милоје Поповић Ђак, Пера Тодоровић, Радоје Домановић, Миодраг Тодоровић Крњевац, Бора Дугић, Бата Живојиновић и други.